# Радіально-поршневий насос

Розріз радіально-поршневого насоса

Радіа́льно-поршне́вий насос (рос. насос радиально-поршневой, англ. radial-piston pump, нім. Radialkolbenpumpe f) — роторно-поршневий (роторно-плунжерний) насос, вісь обертання ротора якого перпендикулярна до осей робочих органів або утворює з ними кут більший за 45°. У роторі насоса, який ексцентрично розміщено у циліндричній обоймі, знаходяться циліндри, величина ходу плунжерів у яких, а отже і продуктивність насоса, визначається величиною ексцентриситету.
Основні параметри:
- Робочий об'єм від 0,5 до 100 см3
- Максимальний тиск до 70МПа бар (залежно від габариту)
- Частота обертання 1000…3000 хв−1 (залежно від габариту)

Регульовані радіально-поршневі насос з подачею 100 — 400 л/хв. та тиском до 20 МПа знаходять застосування в гідравлічних приводах машин і, зокрема, механізмах подачі вугільних комбайнів. Також використовують у будівництві.